# Setipinna breviceps
Setipinna breviceps is een straalvinnige vissensoort uit de familie van ansjovissen (Engraulidae). De wetenschappelijke naam van de soort is voor het eerst geldig gepubliceerd in 1849 door Cantor.